# Allison V-3420
Allison V-3420 – eksperymentalny silnik widlasty zaprojektowany w 1937 i użyty w szeregu samolotów amerykańskich. Konstrukcję opracowano na zamówienie dowództwa USAAC na rzędowy silnik o dużej mocy, chłodzony cieczą. V-3420 powstał na bazie dwóch silników Allison V-1710 połączonych wspólną skrzynią korbową. Układy korbowe były oddzielne (dwa wały korbowe). Większość części V-3420 była identyczna z częściami silnika V-1710 wersja E i F.
Mechanicznie obie połówki silnika połączone były na zewnątrz oddzielną przekładnią.
V-3420 miał znakomity jak na ówczesne czasy stosunek masy własnej do generowanej mocy, ok. 1.6 kW/kg, silnik miał stanowić jednostkę napędową wielu zaawansowanych konstrukcji lotniczych takich jak Douglas XB-19, XB-39 Superfortress, XP-58 Chain Lightning czy P-75A Eagle, ale jako, że żaden z tych samolotów nie wszedł do produkcji seryjnej łącznie wyprodukowano jedynie około 150 silników tego typu.